# Water jump

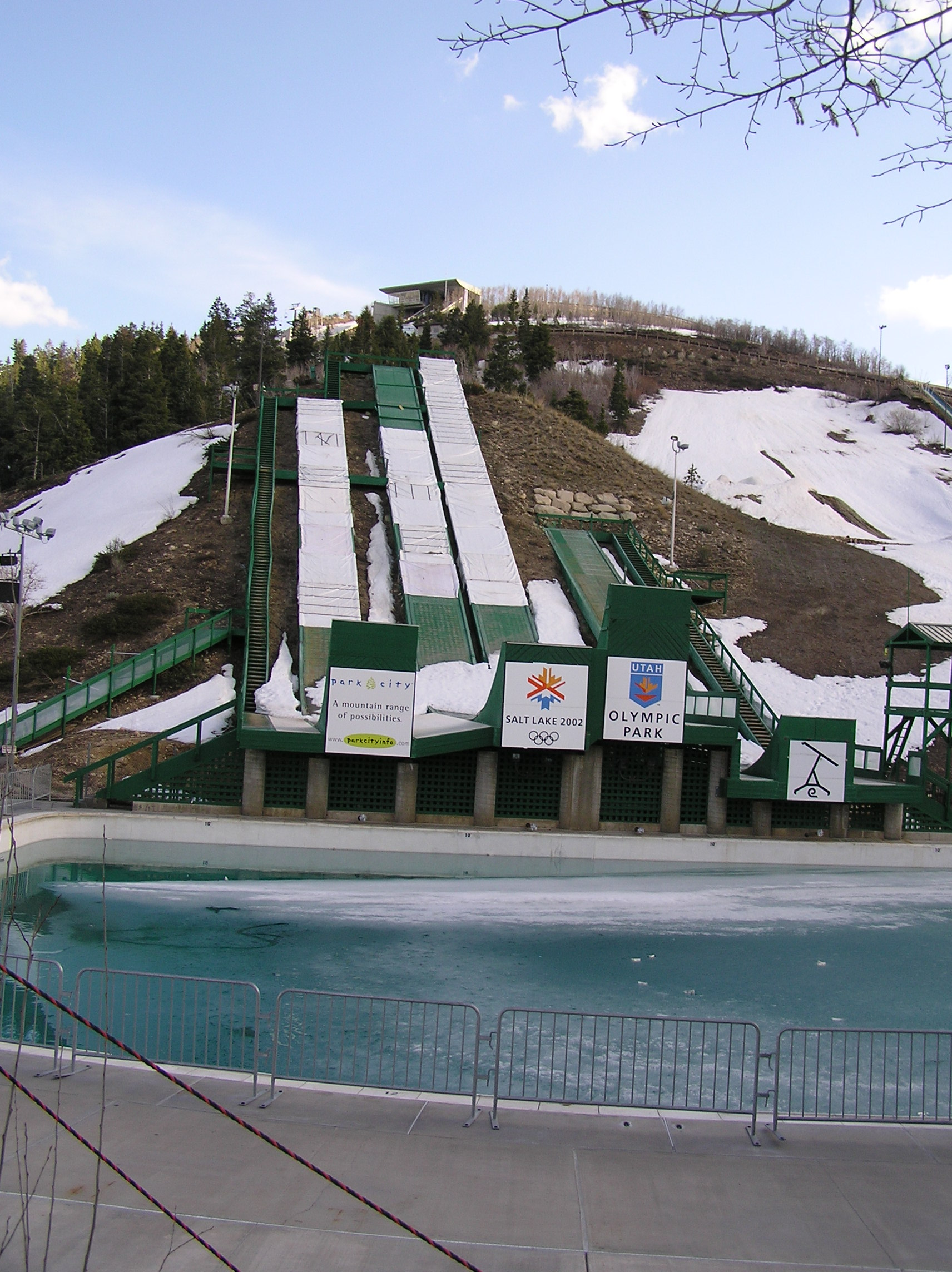
Utah Park

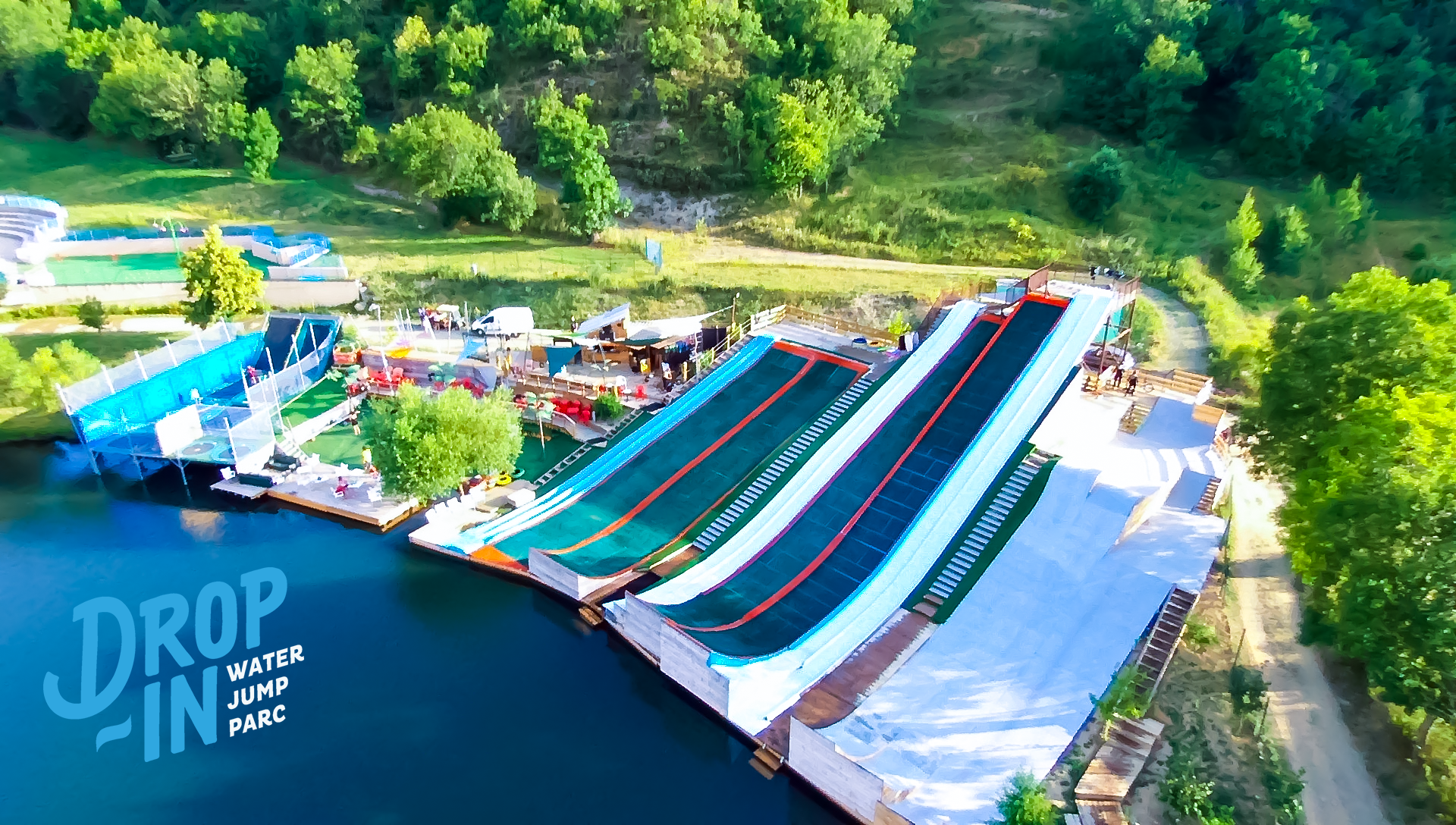
Drop-in Cerdanya Water Jump parc, 2009

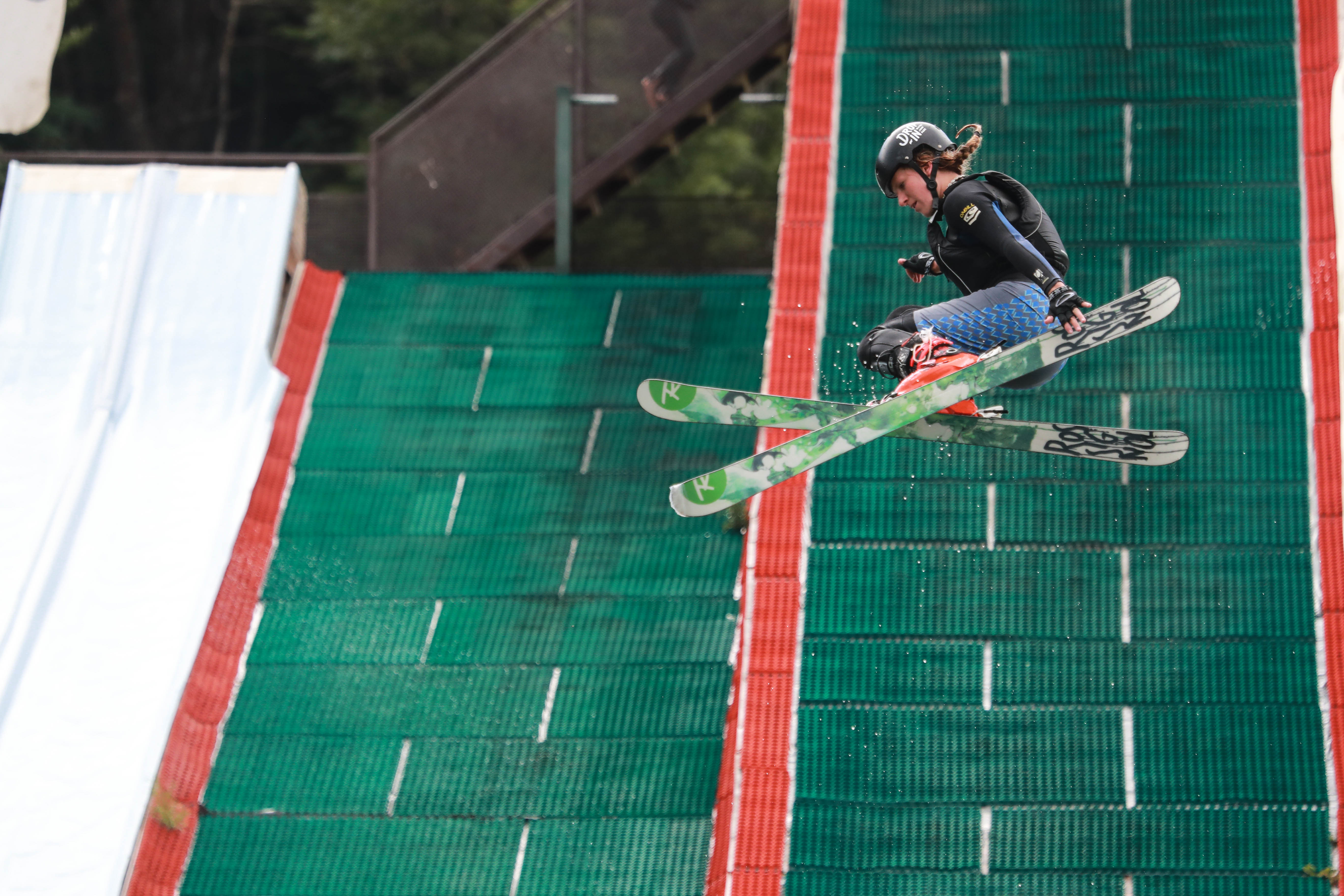
Drop-in Cerdanya Water Jump parc, ski freestyle

Le water jump ((en) littéralement, « saut dans l'eau ») est une discipline qui se pratique à vélo de type BMX ou VTT. Le but est d'effectuer des figures aériennes à l'aide d'une rampe, avec réception dans l'eau.
Les figures effectuées sont du type saut périlleux arrière ou avant, superman, tail whip, etc.

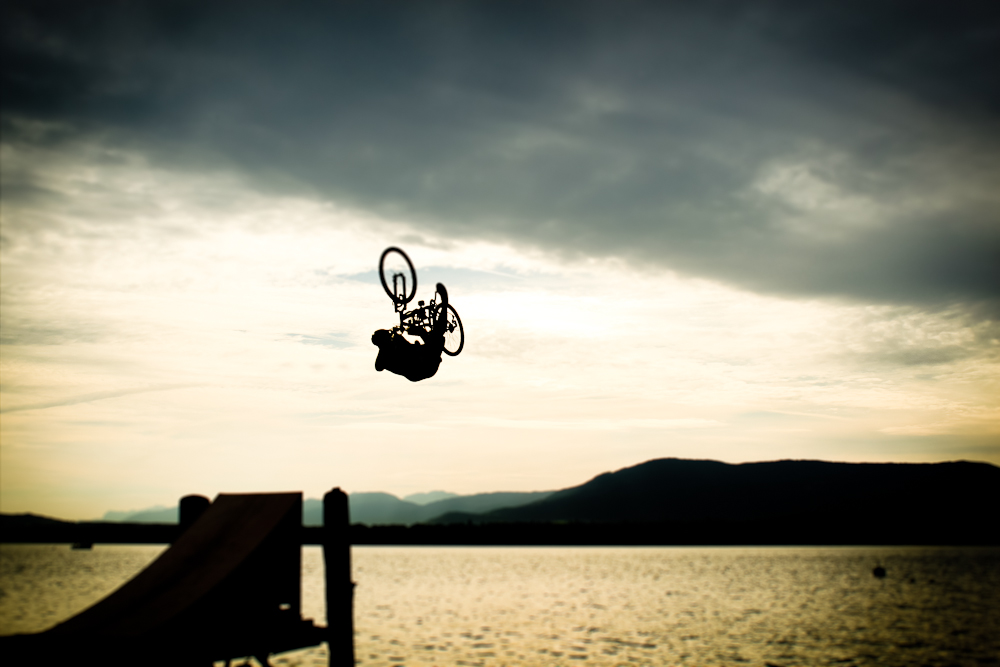
Backflip en water jump

## Histoire

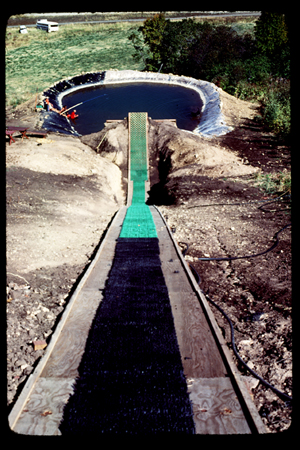
Water ramp

Le Water Jump est un sport pratiqué depuis longtemps par les sportifs de haut niveau. À l’origine, le water jump permettait aux skieurs de pratiquer hors saison et sans aucun danger le ski acrobatique. En effet, partant d’une pente en herbe synthétique glissante, les sauteurs pouvaient s’entraîner et tenter de nouvelles figures grâce à des rampes et tremplins installés au bord du plan d’eau où ils atterrissaient sans danger. Ce sport a donc depuis bien évolué et se pratique maintenant généralement grâce à des vélos, ou plus des rollers .
L'origine du water jump cyclique remonte en 1984 avec la première organisation du Super Tour Bicross à Gruissan (Aude). Ce concept original fut pensé par René Nicolas alors Directeur Sportif de l'Association Française de Bicrossing.
Le Water jump est très souvent associé au Hot Jumping (Slip N Slide), discipline similaire se pratiquant sans matériel (glisse sur corps). Cette discipline a été largement médiatisée depuis l'ouverture du Park Ohio Dreams au USA et leur vidéo au buzz mondial "Slip N Fly", réalisée par le vidéaste Devin Supertramp.
Le Parc de Tignes a été le premier water jump en France à ouvrir ses portes en 2002 sous l'impulsion de Henri Authier, ancien champion de ski freestyle, spécialiste en acrobatie et inventeur du Hot-Jumping.
Drop-in Cerdanya Water Jump parc, situé à Err (Pyrénées-Orientales) a ouvert en 2009 (Dropin waterjump Cerdanya).
L'activité se pratique en BMX, ski, roller, skate, snow ou en bouée.
Il existe maintenant des parcs Drop-in à côté de Toulouse, Toulon, Pau et Perpignan...

Le Frenzy Palace Water Jump de Torreilles (Pyrénées-Orientales) a été le 1er parc à s'implanter en plaine en 2013 et dispose de piscines chauffées pour les réceptions de saut.
L'activité, originaire des montagnes, se pratiquait jusque-là dans des lacs naturels et artificiels.

## Compétition
Les épreuves de water jump sont encore peu nombreuses. Les plus connues sont le Water Jump de Digne-les-Bains, organisée par la WRT Family et les Water Jam qui se tiennent au Lac des Sapins (69) et à Villerest (Loire).
Drop-in Cerdanya Water Jump organise l'été des CONTESTS de ski freestyle et de trampoline.
Depuis 2013 de nouveaux contests de Water Jump sont nés. Il s'agit des Frenzy's Best Tricks: 3 juges, 3 catégories, 3 podiums. Les catégories sont ROUTE (vélo, skate, roller, trottinette...), NEIGE (Ski, SnowBoard, Snowscoot) et SLIP N SLIDE (Glisse sur le corps). Cela se déroule au Frenzy Palace Water Jump www.water-jump.fr  à TORREILLES (Pyrénées-Orientales). Ces compétitions attirent chaque année de plus en plus de public et de riders.
Le « Water Jump Contest » est une compétition qui se base sur la qualité, l’originalité des figures et la longueur des sauts effectués.
L’épreuve est ouverte à tous les amateurs de sensations fortes. Impressionnant par l’aspect spectaculaire des sauts, cela devient un réel show extrême et folklorique pour le public.

## Conception

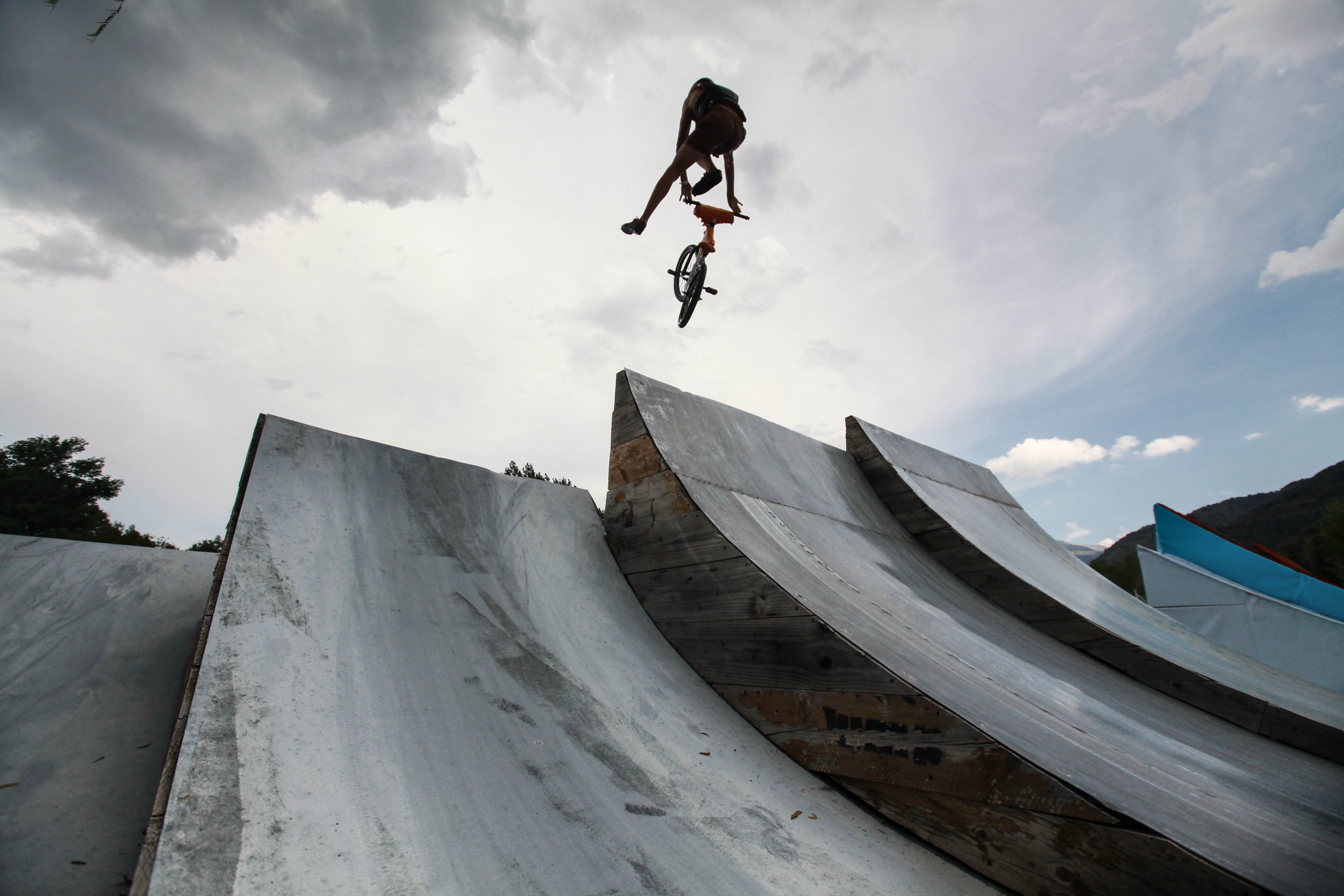
Drop-in Cerdanya Water Jump parc, BMX

Deux sociétés françaises se sont spécialisées dans la conception de parc de water Jump à l'échelle internationale.
Notamment la société Baz Industries (bazindustries.fr), distribuée par le groupe franchisé Drop-in (1ère construction en 2009) et FRENZY FACTORY (1ère construction en 2013).

## Autre
Il existe depuis peu des événements visant à promouvoir ce sport original comme à Genève, où une manifestation appelée Geneva Jump permet à la population de s'initier à cette activité. La ville de Lausanne a également pratiqué le Water Jump durant une compétition de sport urbain.